# Santo Estêvão (Chaves)
Santo Estêvão es una freguesia portuguesa del concelho de Chaves, en el distrito de Vila Real, con 8,79 km² de superficie y 607 habitantes (2011). Su densidad de población es de 69,1 hab/km².
Santo Estêvão fue elevada a la categoría de vila el 9 de diciembre de 2004. En su patrimonio histórico-artístico destaca el castillo homónimo, del que se conserva la torre del homenaje, y la iglesia matriz, situada junto al castillo.

## Historia
Situada a 7 km de Chaves, en la vega del Támega y a poca distancia de la frontera española, Santo Estêvão y su castillo tuvieron una importancia estratégica en los litigios territoriales entre los reinos de Portugal y de Castilla y León a principios del siglo XIII. Conquistada la villa por Alfonso IX de León en 1221, no volvió a manos portuguesas hasta el acuerdo de Sabugal de 1231. En el castillo se celebró el matrimonio del propio Alfonso IX con su prima la infanta Teresa, hija de Sancho I de Portugal (matrimonio luego anulado por consanguinidad) y, años más tarde (1253), el de Alfonso III de Portugal con Beatriz de Castilla, hija extramatrimonial de Alfonso X el Sabio. El propio Alfonso III otorgó a Santo Estêvão su primera carta foral en 1258, quedando constituido en concelho independiente, aunque fue integrado en el de Chaves ya en el siglo XVI.
Durante la Guerra de Restauración portuguesa, Santo Estêvão fue saqueada e incendiada en 1666 por las tropas españolas al mando de Baltasar Rojas Pantoja, virrey de Galicia. Después de esos acontecimientos el castillo fue abandonado, sirviendo años más tarde como residencia parroquial.